# Longtou, Guangdong
Longtou (kinesiska: 龙头) är en köping i sydöstra Kina. Den ligger i stadsdistriktet Potou i staden Zhanjiang i provinsen Guangdong,  omkring 340 kilometer sydväst om provinshuvudstaden Guangzhou. Antalet invånare är 55 159. Befolkningen består av 25 873 kvinnor och 29 286 män. Barn under 15 år utgör 18,0 %, vuxna 15-64 år 72 %, och äldre över 65 år 8,0 %.